# جيمس ر. أنجيل
جيمس ر. أنجيل (بالإنجليزية: James R. Angel)‏ هو قاضي ومحامي وسياسي أمريكي، ولد في 12 فبراير 1836، وتوفي في 4 أكتوبر 1899. حزبياً، نشط في الحزب الجمهوري.